# Baragarh (huyện)
Huyện Baragarh là một huyện thuộc bang Odisha, Ấn Độ. Thủ phủ huyện Baragarh đóng ở Baragarh. Huyện Baragarh có diện tích 5832 ki lô mét vuông. Đến thời điểm năm 2001, huyện Baragarh có dân số 1345601 người.